# بلو شارك (طوربيد)
 بلو شارك ((K745 Chung Sang Eo (Blue Shark) هو طوربيد خفيف مضاد للغواصات طورته بحرية جمهورية كوريا عام 2004.

يمكن نشر هذا الطوربيد من سفن السطح والمروحيات المضادة للغواصات ASW وطائرات الدورية البحرية. وتبلغ تكلفة الطوربيد الواحد قرابة المليون دولار أمريكي.

وقد تم تجهيز فرقاطات فئة إنتشيون Incheon class ، وكذلك أغلب كورفيتات الفئة بوهانج Pohang class بطوربيدات بلو شارك.

## الوصف
يعد بلو شارك Blue Shark طوربيد خفيف الوزن طورته وكالة تطوير الدفاع Agency for Defense Development وشركة ليق نكس ون لتلبية متطلبات بحرية كوريا الجنوبية (RoKN).
 
والطوربيد مؤهل للإطلاق من سفن السطحية باستخدام أنابيب طوربيد (أتابيب الضغط)، وطائرات مروحية مضادة للغواصات (ASW) مثل Super Lynx وطائرات دورية بحرية مثل P-3C Orion ، وذلك لمكافحة غواصات متطورة في المياه الزرقاء أو الضحلة.

ويتميز بلو شارك Blue Shark بمستشعر صفيف صوتي متطور مع وظيفة توجيه الحزم، ورأس حربي قادر على اختراق فولاذ بسمك 1.5 متر، وصمام الصدمات. ويتكون نظام الدفع من مضخة نفاثة بمحرك التيار المستمر، والذي يتم تغذيته بواسطة بطارية Aluminum-silver oxide والتي يتم تنشيطها من خلال مياه البحر، وتمنح سرعة قصوى تتجاوز 45 عقدة. وقدمت البحرية الكورية RoKN طوربيد بلو شارك بأواخر عام 2005.

## التصدير
ليس هناك أي مصدر معتبر -حتى إبريل 2018- يؤكد تصدير هذا الطوربيد أو إستخدامه من قبل أي قوات غير بحرية كوريا الجنوبية. 

 الفلبين

على الرغم من ذكر ويكيبيديا الإنجليزية للفلبين كأحد مشغلي الطوربيد، إلا أن هذا الأمر جاء مدعوماً باقتباس من مصدر رابطه «مكسور»، ولم يتوفر أي مصدر آخر يؤكد هذا الأمر.

وكانت كوريا الجنوبية قد أعلنت إهدائها لأحد كورفيتاتها من فئة بوهانج Pohang-class corvette للفلبين، ولكن وحسب آخر تحديث لبيانات موقع معهد ستوكهولم الدولي لأبحاث السلام فإن الفلبين لم تتسلم هذا الكورفيت خلال العام 2017، وذلك على الرغم من الإعلان المتكرر -من قبل الفلبين- عن مواعيد مختلفة لاستلامه.

أما عن فئة فرقاطات المستقبل لبحرية الفلبين HHI-2600 والتي تقوم هيونداي للصناعات الثقيلة ببناء فرقاطتين منها -والتي حسب التصميمات ستحتوي على قاذفين ثلاثيين للطوربيد بلو شارك- فالمتوقع أن يبدأ تسليم أولاهما خلال العام 2020.

 مصر

قامت كوريا الجنوبية بمنح كورفيت آخر من فئة بوهانج Pohang-class corvette كهدية للقوات البحرية المصرية، وقد تم التسليم بالفعل في عام 2017، وتم تسمية الكورفيت باسم «شباب مصر» فور انضمامه للخدمة في البحرية المصرية.

ويشمل تسليح هذا الكورفيت إثنين من القواذف الثلاثيية من فئة Mark 32 خاصة بطوربيدات بلو شارك، ولكن لم يرد بأي مصدر أن كوريا الجنوبية قامت بتوريد طوربيدات من هذا النوع لمصر. بينما ذكرت مصادر أخرى أن الكورفيت بوهانج يطلق طوربيدات مارك 46 من نفس القواذف المذكورة.
، وهو الطوربيد المتوفر لدى البحرية المصرية.

### طوربيد خفيف
طوربيد إم يو 90

 طوربيد مارك 54 (MK54)

 طوربيد مارك 46

### طوربيد ثقيل
طوربيد سي هاك DM2A4